# Trevor Francis
Trevor John Francis (Plymouth, 19 aprile 1954 – Marbella, 24 luglio 2023) è stato un calciatore e allenatore di calcio inglese, di ruolo attaccante.

## Carriera

### Giocatore

#### Club

Francis (a destra) e Graeme Souness alla Sampdoria nel 1984

Cresce calcisticamente nel Birmingham City. A 16 anni debutta in prima squadra con i Blues. In quell'anno gioca 22 partite segnando 15 realizzazioni (realizza una quaterna il 20 febbraio 1971 in Birmingham City-Bolton 4-0). Resta per otto anni al Birmingham, con cui mette a segno in totale 118 segnature in 279 partite.
Nel gennaio del 1979 passa al Nottingham Forest, pagato 999 999 sterline (1,1 milioni se si considerano le tasse), diventando il primo giocatore inglese per cui viene pagata una così elevata cifra. Guidato dall'allenatore Brian Clough, vince per due anni consecutivi la Coppa dei Campioni.
Nella finale del 1978-1979, a Monaco di Baviera, il Forest batte il Malmö FF 1-0 proprio con un gol di Francis; l'anno successivo, nella finale di Madrid, Francis non c'è, dato che una tendinite lo tiene lontano dal campo per mesi facendogli perdere anche l'appuntamento con il campionato d'Europa 1980. Il risultato si ripete a danno dei tedeschi occidentali dell'Amburgo guidati da un altro inglese, Kevin Keegan. Nel 1981 passa al Manchester City: qui segna 12 marcature in 26 partite, risultati che gli permettono di far parte della squadra inglese che prende parte al campionato del mondo 1982, in cui si distingue per alcune prestazioni molto buone.
Finito il Mondiale parte per l'Italia, destinazione Sampdoria. Nonostante l'esperienza debba considerarsi positiva, visto che contribuisce alla vittoria della Coppa Italia 1984-1985 segnando 9 reti e aggiudicandosi il titolo di capocannoniere del torneo (unico inglese ad essersi aggiudicato un titolo di capocannoniere in Italia), fu purtroppo costellata da continui infortuni che ne pregiudicarono il rendimento. Con i "blucerchiati" infatti in quattro stagioni, gioca solo 68 partite di campionato e segna 17 reti. Durante l'estate 1986 passa all'Atalanta, e in 21 partite segna una marcatura (nella vittoria interna contro la Fiorentina del 12 gennaio 1987), chiudendo quindi la sua esperienza italiana con 89 presenze e 18 reti in Serie A.
Nell'estate 1987 torna nel Regno Unito, ai Rangers nel campionato scozzese: vincerà una Coppa di Lega scozzese. Nel 1988 torna in Inghilterra diventando giocatore e, pochi mesi più tardi, allenatore/giocatore del Queen's Park Rangers. Dopo un anno viene esonerato. 
Fino al 1994 ricopre poi lo stesso incarico nello Sheffield Wednesday, decidendo quindi di abbandonare il campo per la panchina.

#### Nazionale
Vanta 52 presenze e 12 gol con la maglia della Nazionale di calcio inglese, con la quale ha partecipato ai Mondiali di Spagna 1982 e ha segnato due reti.

### Allenatore
Inizia la carriera nel 1988 nel Queen's Park Rangers, quando viene promosso sul campo allenatore/giocatore a seguito delle dimissioni di Jim Smith, precedente allenatore. Dopo essere stato esonerato decide di ritornare a fare il giocatore. Il 1990 vede giocare nello Sheffield Wednesday. Con gli Owls ("Gufi") vince una Coppa di Lega nel 1991 e si aggiudica la promozione in Premier League. Alla fine della stagione otterrà il posto di allenatore/giocatore della squadra, guidandola a un terzo posto nella massima serie. L'anno successivo raggiunge la finale sia della FA Cup che della Coppa di Lega, perdendole entrambe a beneficio dell'Arsenal; l'anno successivo (1994) decide di concludere la carriera da calciatore per dedicarsi esclusivamente al ruolo di allenatore. Le cose non vanno bene allo Sheffield quell'anno e, dopo il tredicesimo posto in Premier League, a fine anno viene esonerato.
Nel 1996 passa al Birmingham City. Negli anni successivi centra spesso i play-off che potrebbero riportare il Birmingham nella massima serie, senza mai raggiungerla: nel 2001 raggiunge la finale della Coppa di lega perdendola contro il Liverpool. Rassegna le dimissioni quello stesso anno. Per i due anni successivi allena il Crystal Palace. Fra i risultati ottenuti, la vittoria per 2-0 contro il Liverpool ad Anfield nel quarto turno di Coppa di Lega. Fu espulso in una partita di campionato per aver malmenato il proprio secondo portiere.
Trevor Francis è morto il 24 luglio 2023 per un infarto a Marbella all'età di 69 anni.

## Statistiche

### Cronologia presenze e reti in nazionale
| Cronologia completa delle presenze e delle reti in nazionale ― Inghilterra | Cronologia completa delle presenze e delle reti in nazionale ― Inghilterra | Cronologia completa delle presenze e delle reti in nazionale ― Inghilterra | Cronologia completa delle presenze e delle reti in nazionale ― Inghilterra | Cronologia completa delle presenze e delle reti in nazionale ― Inghilterra | Cronologia completa delle presenze e delle reti in nazionale ― Inghilterra | Cronologia completa delle presenze e delle reti in nazionale ― Inghilterra | Cronologia completa delle presenze e delle reti in nazionale ― Inghilterra |
| Data                                                                       | Città                                                                      | In casa                                                                    | Risultato                                                                  | Ospiti                                                                     | Competizione                                                               | Reti                                                                       | Note                                                                       |
| -------------------------------------------------------------------------- | -------------------------------------------------------------------------- | -------------------------------------------------------------------------- | -------------------------------------------------------------------------- | -------------------------------------------------------------------------- | -------------------------------------------------------------------------- | -------------------------------------------------------------------------- | -------------------------------------------------------------------------- |
| 9-2-1977                                                                   | Londra                                                                     | Inghilterra                                                                | 0 – 2                                                                      | Paesi Bassi                                                                | Amichevole                                                                 | -                                                                          |                                                                            |
| 30-3-1977                                                                  | Londra                                                                     | Inghilterra                                                                | 5 – 0                                                                      | Lussemburgo                                                                | Qual. Mondiali 1978                                                        | 1                                                                          |                                                                            |
| 4-6-1977                                                                   | Londra                                                                     | Inghilterra                                                                | 1 – 2                                                                      | Scozia                                                                     | Torneo Interbritannico 1977                                                | -                                                                          |                                                                            |
| 8-6-1977                                                                   | Rio de Janeiro                                                             | Brasile                                                                    | 0 – 0                                                                      | Inghilterra                                                                | Amichevole                                                                 | -                                                                          |                                                                            |
| 7-9-1977                                                                   | Londra                                                                     | Inghilterra                                                                | 0 – 0                                                                      | Svizzera                                                                   | Amichevole                                                                 | -                                                                          |                                                                            |
| 12-10-1977                                                                 | Lussemburgo                                                                | Lussemburgo                                                                | 0 – 2                                                                      | Inghilterra                                                                | Amichevole                                                                 | -                                                                          |                                                                            |
| 16-11-1977                                                                 | Londra                                                                     | Inghilterra                                                                | 2 – 0                                                                      | Italia                                                                     | Qual. Mondiali 1978                                                        | -                                                                          | 83’                                                                        |
| 22-2-1978                                                                  | Monaco di Baviera                                                          | Germania Ovest                                                             | 2 – 1                                                                      | Inghilterra                                                                | Amichevole                                                                 | -                                                                          | 78’                                                                        |
| 19-4-1978                                                                  | Londra                                                                     | Inghilterra                                                                | 1 – 1                                                                      | Brasile                                                                    | Amichevole                                                                 | -                                                                          |                                                                            |
| 13-5-1978                                                                  | Cardiff                                                                    | Galles                                                                     | 1 – 3                                                                      | Inghilterra                                                                | Torneo Interbritannico 1978                                                | -                                                                          |                                                                            |
| 20-5-1978                                                                  | Glasgow                                                                    | Scozia                                                                     | 1 – 2                                                                      | Inghilterra                                                                | Torneo Interbritannico 1978                                                | -                                                                          |                                                                            |
| 24-5-1978                                                                  | Londra                                                                     | Inghilterra                                                                | 4 – 1                                                                      | Ungheria                                                                   | Amichevole                                                                 | 1                                                                          |                                                                            |
| 6-6-1979                                                                   | Sofia                                                                      | Bulgaria                                                                   | 0 – 3                                                                      | Inghilterra                                                                | Qual. Euro 1980                                                            | -                                                                          | 65’                                                                        |
| 10-6-1979                                                                  | Solna                                                                      | Svezia                                                                     | 0 – 0                                                                      | Inghilterra                                                                | Amichevole                                                                 | -                                                                          |                                                                            |
| 13-6-1979                                                                  | Vienna                                                                     | Austria                                                                    | 4 – 3                                                                      | Inghilterra                                                                | Amichevole                                                                 | -                                                                          | 46’                                                                        |
| 17-10-1979                                                                 | Belfast                                                                    | Irlanda del Nord                                                           | 1 – 5                                                                      | Inghilterra                                                                | Qual. Euro 1980                                                            | 2                                                                          |                                                                            |
| 22-11-1979                                                                 | Londra                                                                     | Inghilterra                                                                | 2 – 0                                                                      | Bulgaria                                                                   | Qual. Euro 1980                                                            | -                                                                          |                                                                            |
| 26-3-1980                                                                  | Barcellona                                                                 | Spagna                                                                     | 0 – 2                                                                      | Inghilterra                                                                | Amichevole                                                                 | 1                                                                          | 77’                                                                        |
| 25-3-1981                                                                  | Londra                                                                     | Inghilterra                                                                | 1 – 2                                                                      | Spagna                                                                     | Amichevole                                                                 | -                                                                          | 81’                                                                        |
| 29-4-1981                                                                  | Londra                                                                     | Inghilterra                                                                | 0 – 0                                                                      | Romania                                                                    | Qual. Mondiali 1982                                                        | -                                                                          |                                                                            |
| 23-5-1981                                                                  | Londra                                                                     | Inghilterra                                                                | 0 – 1                                                                      | Scozia                                                                     | Torneo Interbritannico 1981                                                | -                                                                          | 46’                                                                        |
| 30-5-1981                                                                  | Berna                                                                      | Svizzera                                                                   | 2 – 1                                                                      | Inghilterra                                                                | Qual. Mondiali 1982                                                        | -                                                                          | 36’                                                                        |
| 9-9-1981                                                                   | Oslo                                                                       | Norvegia                                                                   | 2 – 1                                                                      | Inghilterra                                                                | Qual. Mondiali 1982                                                        | -                                                                          |                                                                            |
| 23-2-1982                                                                  | Londra                                                                     | Inghilterra                                                                | 4 – 0                                                                      | Irlanda del Nord                                                           | Torneo Interbritannico 1982                                                | -                                                                          | 65’                                                                        |
| 27-4-1982                                                                  | Cardiff                                                                    | Galles                                                                     | 0 – 1                                                                      | Inghilterra                                                                | Torneo Interbritannico 1982                                                | 1                                                                          | 80’                                                                        |
| 29-5-1982                                                                  | Glasgow                                                                    | Scozia                                                                     | 0 – 1                                                                      | Inghilterra                                                                | Torneo Interbritannico 1982                                                | -                                                                          | 46’                                                                        |
| 3-6-1982                                                                   | Helsinki                                                                   | Finlandia                                                                  | 1 – 4                                                                      | Inghilterra                                                                | Amichevole                                                                 | -                                                                          | 65’                                                                        |
| 16-6-1982                                                                  | Bilbao                                                                     | Francia                                                                    | 1 – 3                                                                      | Inghilterra                                                                | Mondiali 1982 - 1º turno                                                   | -                                                                          |                                                                            |
| 20-6-1982                                                                  | Bilbao                                                                     | Inghilterra                                                                | 2 – 0                                                                      | Cecoslovacchia                                                             | Mondiali 1982 - 1º turno                                                   | 1                                                                          |                                                                            |
| 25-6-1982                                                                  | Bilbao                                                                     | Inghilterra                                                                | 1 – 0                                                                      | Kuwait                                                                     | Mondiali 1982 - 1º turno                                                   | 1                                                                          |                                                                            |
| 29-6-1982                                                                  | Madrid                                                                     | Germania Ovest                                                             | 0 – 0                                                                      | Inghilterra                                                                | Mondiali 1982 - 2º turno                                                   | -                                                                          | 78’                                                                        |
| 5-7-1982                                                                   | Madrid                                                                     | Spagna                                                                     | 0 – 0                                                                      | Inghilterra                                                                | Mondiali 1982 - 2º turno                                                   | -                                                                          |                                                                            |
| 22-9-1982                                                                  | Copenaghen                                                                 | Danimarca                                                                  | 2 – 2                                                                      | Inghilterra                                                                | Qual. Euro 1984                                                            | 2                                                                          |                                                                            |
| 30-3-1983                                                                  | Londra                                                                     | Inghilterra                                                                | 0 – 0                                                                      | Grecia                                                                     | Qual. Euro 1984                                                            | -                                                                          |                                                                            |
| 27-4-1983                                                                  | Londra                                                                     | Inghilterra                                                                | 2 – 0                                                                      | Ungheria                                                                   | Qual. Euro 1984                                                            | 1                                                                          |                                                                            |
| 28-5-1983                                                                  | Belfast                                                                    | Irlanda del Nord                                                           | 0 – 0                                                                      | Inghilterra                                                                | Torneo Interbritannico 1983                                                | -                                                                          |                                                                            |
| 1-6-1983                                                                   | Londra                                                                     | Inghilterra                                                                | 2 – 0                                                                      | Scozia                                                                     | Torneo Interbritannico 1983                                                | -                                                                          |                                                                            |
| 12-6-1983                                                                  | Sydney                                                                     | Australia                                                                  | 0 – 0                                                                      | Inghilterra                                                                | Amichevole                                                                 | -                                                                          |                                                                            |
| 15-6-1983                                                                  | Brisbane                                                                   | Australia                                                                  | 0 – 1                                                                      | Inghilterra                                                                | Amichevole                                                                 | -                                                                          |                                                                            |
| 19-6-1983                                                                  | Melbourne                                                                  | Australia                                                                  | 1 – 1                                                                      | Inghilterra                                                                | Amichevole                                                                 | 1                                                                          | ?’                                                                         |
| 21-9-1983                                                                  | Londra                                                                     | Inghilterra                                                                | 0 – 1                                                                      | Danimarca                                                                  | Qual. Euro 1984                                                            | -                                                                          |                                                                            |
| 4-4-1984                                                                   | Londra                                                                     | Inghilterra                                                                | 1 – 0                                                                      | Irlanda del Nord                                                           | Torneo Interbritannico 1984                                                | -                                                                          |                                                                            |
| 2-6-1984                                                                   | Londra                                                                     | Inghilterra                                                                | 0 – 2                                                                      | Unione Sovietica                                                           | Amichevole                                                                 | -                                                                          | 70’                                                                        |
| 12-9-1984                                                                  | Londra                                                                     | Inghilterra                                                                | 1 – 0                                                                      | Germania Est                                                               | Amichevole                                                                 | -                                                                          | 80’                                                                        |
| 14-11-1984                                                                 | Istanbul                                                                   | Turchia                                                                    | 0 – 8                                                                      | Inghilterra                                                                | Qual. Mondiali 1986                                                        | -                                                                          | 66’                                                                        |
| 27-2-1985                                                                  | Belfast                                                                    | Irlanda del Nord                                                           | 0 – 1                                                                      | Inghilterra                                                                | Qual. Mondiali 1986                                                        | -                                                                          | 78’                                                                        |
| 1-5-1985                                                                   | Bucarest                                                                   | Romania                                                                    | 0 – 0                                                                      | Inghilterra                                                                | Qual. Mondiali 1986                                                        | -                                                                          |                                                                            |
| 22-5-1985                                                                  | Helsinki                                                                   | Finlandia                                                                  | 1 – 1                                                                      | Inghilterra                                                                | Qual. Mondiali 1986                                                        | -                                                                          |                                                                            |
| 25-5-1985                                                                  | Edimburgo                                                                  | Scozia                                                                     | 1 – 0                                                                      | Inghilterra                                                                | Amichevole                                                                 | -                                                                          |                                                                            |
| 6-6-1985                                                                   | Città del Messico                                                          | Inghilterra                                                                | 1 – 2                                                                      | Italia                                                                     | Amichevole                                                                 | -                                                                          | 78’                                                                        |
| 9-6-1985                                                                   | Città del Messico                                                          | Messico                                                                    | 1 – 0                                                                      | Inghilterra                                                                | Amichevole                                                                 | -                                                                          |                                                                            |
| 23-4-1986                                                                  | Londra                                                                     | Inghilterra                                                                | 2 – 0                                                                      | Scozia                                                                     | Coppa Stanley Rous 1986                                                    | -                                                                          |                                                                            |
| Totale                                                                     |                                                                            | Presenze                                                                   | 52                                                                         |                                                                            | Reti                                                                       | 12                                                                         |                                                                            |

## Palmarès

### Giocatore

#### Club

##### Competizioni nazionali
- Coppa Italia: 1

Sampdoria: 1984-1985
- Coppa di Lega scozzese: 1

Rangers: 1987-1988
- Coppa di Lega inglese: 1

Sheffield Weds: 1990-1991

##### Competizioni internazionali
- Coppa dei Campioni: 2

Nottingham Forest: 1978-1979, 1979-1980
- Supercoppa UEFA: 1

Nottingham Forest: 1979

#### Individuale
- Capocannoniere della Coppa Italia: 1

1984-1985 (9 gol)